# Powieść rzeka
Powieść rzeka – nazwa zbiorcza cyklu powieści, powiązanych osobą głównego bohatera, losami kolejnych pokoleń danej rodziny lub tematyką dotyczącą pewnego okresu w historii narodu. Taka forma literacka stała się popularna po sukcesie wielotomowych dzieł XIX-wiecznych, np. Komedii ludzkiej Honoriusza Balzaka. Tematem powieści rzeki mogą być dzieje członków jednej rodziny lub rodów, których życie, zajęcia, problemy, radości, czy osiągnięcia przedstawiane są w kolejnych tomach. Charakterystyczne dla tego rodzaju powieści jest obszerne ukazanie tła społecznego, historycznego, politycznego i obyczajowego. 
Przykłady powieści rzeki:
- Romain Rolland: Jan Krzysztof(inne języki) (1904–1912)
- John Galsworthy: Saga rodu Forsyte’ów (1906–1921)
- Marcel Proust: W poszukiwaniu straconego czasu (1913–1927) – 7-tomowy cykl uznawany za arcydzieło gatunku[1]
- Roger Martin du Gard: Rodzina Thibault (1922–1940)
- Antoni Gołubiew: Bolesław Chrobry (1947–1974)